# Inagua

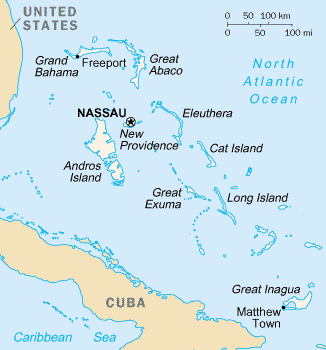
Inagua

Inagua – najbardziej na południe wysunięty dystrykt Bahamów, obejmujący wyspy Wielka Inagua i Mała Inagua.

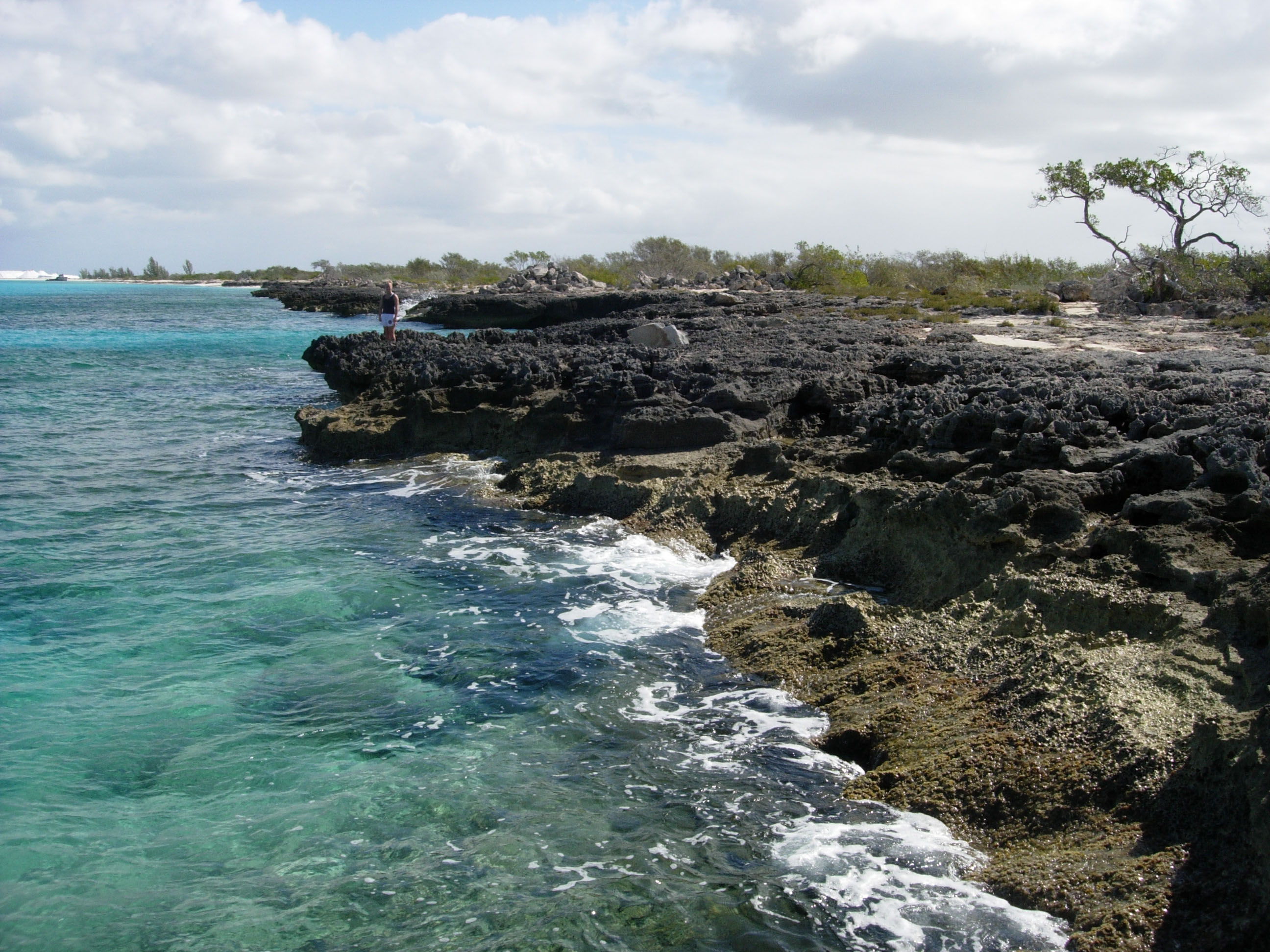
Północny brzeg wyspy Wielka Inagua

Wielka Inagua jest trzecią pod względem powierzchni wyspą Bahamów, ma powierzchnię 1544 km². Leży 90 km na północ od wschodniego krańca Kuby. Inagua ma 90 km długości i 30 km szerokości, najwyższy punkt, East Hill, wznosi się 33 m n.p.m. Na Wielkiej Inagui znajduje się kilka jezior, najbardziej znane Lake Windsor (Lake Rosa) ma długość prawie 20 km i zajmuje 1/4 powierzchni wyspy. Wielka Inagua ma 969 stałych mieszkańców (2000).
Stolicą wyspy i jedynym portem jest Matthew Town, nazwany na cześć George'a Matthew, XIX-wiecznego gubernatora Bahamów. Miasteczko jest siedzibą głównego zakładu firmy Morton Salt Company, produkującego 500 ton soli morskiej rocznie, drugiego co do wielkości produkcji w Ameryce Północnej i największego zakładu przemysłowego na wyspie. W pobliżu miasteczka znajduje się lotnisko (kod IATA: IGA, kod ICAO: MIYG).
Wyspa jest siedliskiem wielu ptaków, w centrum wyspy żyje ponad 80 tysięcy północnoamerykańskiej odmiany flamingów i wiele innych ptaków, jak różowe warzęchy, pelikany, czaple i bahamska kaczka białolica. W 1965 roku na wyspie utworzono Park Narodowy Inagua.
Sąsiednia Mała Inagua jest niezamieszkana i od 2002 roku objęta jest ochroną, stanowiąc Park Narodowy Małej Inagui.
Pierwotna, używana przez osadników nazwa Heneagua pochodzi z hiszpańskiego wyrażenia oznaczającego 'znaleziono tu wodę'. Inna wersja pochodzenia nazwy to anagram słowa iguana, gdyż duża populacja tych zwierząt zamieszkuje wyspę.